# ناحیه بیور کریک، شهرستان همیلتون، ایلینوی
ناحیه بیور کریک (به انگلیسی: Beaver Creek Township) یک منطقهٔ مسکونی در ایالات متحده آمریکا است که در شهرستان همیلتون، ایلینوی واقع شده‌است. ناحیه بیور کریک ۱۲۵ متر بالاتر از سطح دریا واقع شده‌است.